# Vincent d'Aggsbach
Vincent d'Aggsbach (1389-1464), est un moine chartreux d'Autriche. Entré à l'âge de vingt ans au noviciat de la chartreuse d'Aggsbach, où il a ensuite passé toute sa vie, il a eu un itinéraire contrasté dans l'ordre des chartreux, y ayant été appelé à d'importantes responsabilités, mais aussi régulièrement sanctionné à cause de ses positions tranchées et de ses écrits polémiques.
« Moine chartreux quelque peu bougon » selon Christian Trottmann, « représentant attardé d'une théologie exclusivement monastique » selon Augustin Dervaux, Vincent d'Aggsbach s'est illustré par la façon dont il a défendu, dans la « controverse autour de la docte ignorance », la supériorité de la théologie mystique sur la théologie dite universitaire, spéculative ou scolastique. Se situant dans le sillage des interprètes de la Théologie mystique du pseudo-Denys l'Aréopagite que sont Thomas Gallus, Robert Grossetête, Hugues de Saint-Victor et Hugues de Balma, il a combattu les positions de Jean Gerson, de Nicolas de Cuse et de Bernard de Waging.

## Biographie

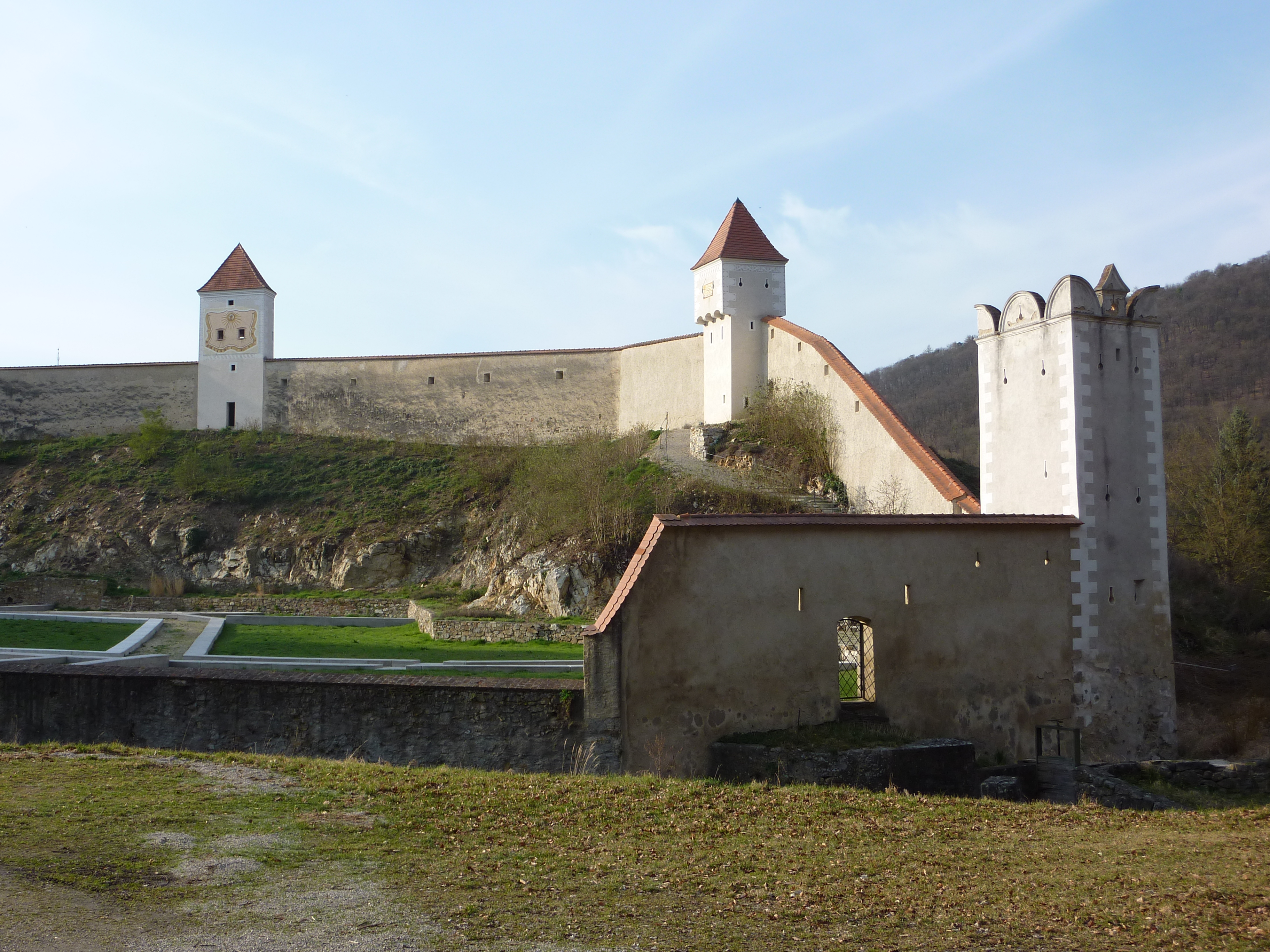
Restes du rempart nord de la chartreuse d'Aggsbach

Lorsqu'il entre en 1409 au noviciat de la chartreuse d'Aggsbach, Vincent est âgé de vingt ans, et n'a pas reçu de formation universitaire. C'est dans cette chartreuse qu'il a acquis sa culture littéraire et théologique. Ses lettres, rédigées en latin, comportent des incises en allemand, sa langue maternelle, qui comblent quelques faiblesses dans sa maîtrise du latin.
Le ton jugé trop vif de ses écrits lui valut d'être sanctionné lors des chapitres généraux de son ordre en 1420 et en 1425. Il fut cependant élu prieur de sa chartreuse en 1435. Le chapitre général de 1443 lui donna ensuite les charges de « définiteur » et de « co-visiteur de la province de Haute-Allemagne ». Son priorat est une période de croissance et de prospérité pour la chartreuse d'Aggsbach. En tant que prieur, il s'oppose à l'évêque de Salzbourg qui voulait revenir sur l'exemption d'impôt des chartreux, et il obtient gain de cause.
Son soutien à l'antipape Félix V, son refus des décisions du concile de Bâle et ses excès de langage lui valurent d'être à nouveau sanctionné en 1448 : frappé de la peine de « discipline générale », il est déposé de son priorat et de toutes ses charges, ainsi que privé de ses droits de profès. Il est cependant gracié l'année suivante. En 1458, il redevient sous-prieur de la chartreuse d'Aggsbach dont il est le doyen lorsqu'il y termine ses jours en 1464.

## La controverse autour de la docte ignorance

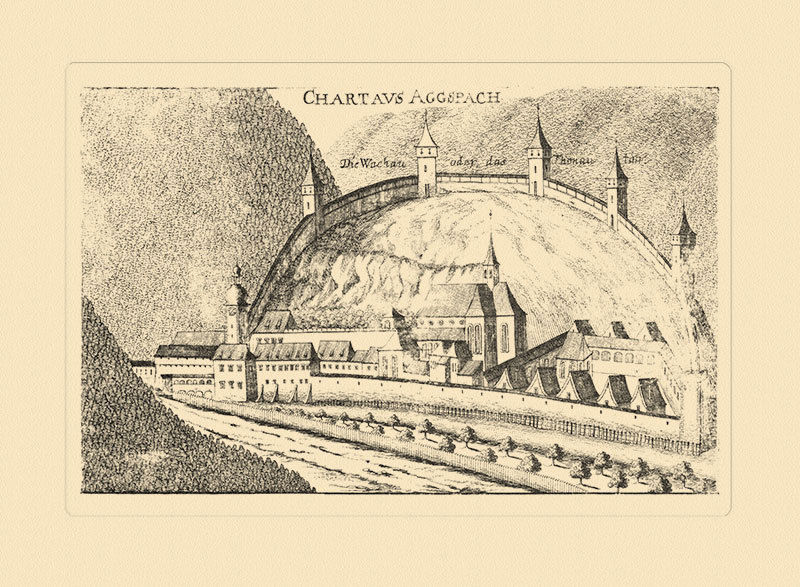
Chartreuse d'Aggsbach.

La « controverse sur la docte ignorance » qui s'est déroulée entre 1451 et 1459 fait suite au débat houleux qui a opposé Nicolas de Cuse et ses disciples à Jean Wenck d'Herrenberg, le recteur de l'université de Heidelberg. Nicolas de Cuse avait écrit De Docta Ignorantia en 1439. Jean Weck l'a attaqué dans un pamphlet rédigé en 1442-1443 et intitulé De Ignota Litteratura. Le Cusain lui a répondu en 1449 avec son Apologie de la Docte ignorance. Dans cette polémique, Jean Wenck a voulu démontrer que Nicolas de Cuse était un hérétique. Nicolas de Cuse lui a répliqué en le traitant d'« imprudent et de faussaire », tandis qu'un de ses disciples décrivait le recteur de l'université de Heidelberg comme un « homme non seulement ignare mais aussi fort arrogant, qui se prétend maître en théologie ». Par contraste, la « controverse sur la docte ignorance », qui fait suite à cette polémique, est restée, selon Augustin Dervaux, de l'ordre d'une « aimable discussion entre clercs ». Vincent d'Aggsbach s'y est impliqué à partir de 1453. Réagissant contre les écrits publiés par Bernard Waging et Marquard Spenger, il a tenté, au moyen d'une abondante correspondance, de convaincre les moines bénédictins de l'abbaye de Tegernsee de la valeur des positions d'Hugues de Balma, et de leur incompatibilité avec celles de Jean Gerson et du cardinal de Cuse.
La question débattue dans la « controverse autour de la docte ignorance » est principalement celle du rapport entre théologie mystique et théologie scolastique. Ce problème remonte, par delà les débats sur la Docte Ignorance de Nicolas de Cuse, à une thèse antérieurement défendue par Hugues de Balma dans son Viae Sion lugent d'une possibilité d'une connaissance purement affective de Dieu sans en avoir de connaissance intellectuelle concomitante ou préalable. Les positions en présence sont, d'une part, celle de ceux qui avec Jean Gerson et Nicolas de Cuse cherchent à faire valoir qu'il n'y a pas d'opposition entre la théologie mystique et la théologie scolastique, et d'autre part, la position de ceux qui, à la suite d'Hugues de Balma et parmi lesquels se trouvent Vincent d'Aggsbach, mettent en avant une opposition entre théologie mystique et théologie scolastique pour faire valoir la supériorité de la première sur la seconde.
Pour Vincent, Gerson a eu tort de considérer que la théologie mystique et la théologie scolastique puissent s'accorder.